# 名探偵コナン 銀翼の奇術師
『名探偵コナン 銀翼の奇術師』（めいたんていコナン ぎんよくのマジシャン）は、2004年4月17日に公開された劇場版『名探偵コナン』シリーズの8作目にあたる劇場版アニメである。上映時間は108分。興行収入は28億円。キャッチコピーは「運命だったのさ、俺たちの出逢いはな…」（フライヤー）「これが、運命なのか…」（ポスター）。

## 概要
本作からこだま兼嗣に代わって山本泰一郎が監督を引き継いでいる。
第3作『世紀末の魔術師』以来5年ぶり2作目となる、怪盗キッドがメインキャラクターとして登場する作品。キッドがコナン以外のレギュラーキャラと交流したのは本作が初である。
オープニングCGに登場するキッドは、テレビシリーズの第219話「集められた名探偵!工藤新一vs怪盗キッド」（2001年1月8日放送）で東都タワーにいるキッドの映像がそのまま使用されている。オープニングで紹介されるキャストは一部変更され、目暮役の茶風林に代わり灰原役の林原めぐみが紹介されたほか、本作では山口勝平が新一ではなくキッドとしてのクレジットになっている。
警察関係者では、警視庁捜査二課に所属するキッド専門の刑事・中森警部が主に登場する（『世紀末の魔術師』では前半に登場）。そのため、目暮警部ら捜査一課の登場は終盤のみであり（目暮・白鳥警部・高木刑事の3名で北海道に出張していた）、佐藤刑事・千葉刑事らは登場しない。エピローグではワンシーンだけだが、原作・アニメ「上野発北斗星3号」で捜査を担当していた北海道警の西村警部と田村刑事が登場している。また、変装をしているがキッドがエピローグに登場した最初の作品である。
本作では、第4作『瞳の中の暗殺者』とは逆に、蘭が新一に対して思いを打ち明けるシーンがある。しかしその後、蘭は相手が新一ではなく変装したキッドだと勘違いしたため、彼女の中では無かったことになっている。
本作で初めて、妃英理がコナンに眠らされる探偵役になった。英理が探偵役を務めたのは、現時点で原作・アニメを通して本作が唯一である。また、英理が劇場版に登場するのは『瞳の中の暗殺者』以来となった。
本作の女性オリジナルキャラクター（容疑者）は3名と今までの作品で最も多く、初めて日本人女性が犯人になった。
本作では汐留が舞台の一つであり、ゆりかもめ東京臨海新交通臨海線が実名で登場している（本作が公開された2004年は日本テレビが社屋を汐留へ移転した年である）。
本作の挿入歌には、前年まで使用されていた「キミがいれば」ではなく、「ぼくがいる〜コナンのテーマ〜」が使用された。
映画シリーズでは初めて本編終了後に「この作品はフィクションです」というテロップが流された。これは、実在する路線や駅名が実名で登場したことに加え、航空機のコックピットに一般人が立ち入る、その機長と副操縦士が飛行中に同じものを飲食するなど、現実とはかけ離れた描写があったためである。第17作『絶海の探偵』でも同様のテロップが流されている。
エピローグ後の次回作予告では、海の映像が映し出されるとともに船の警笛が流れ、2005年の製作が決定した旨の字幕による予告が流れた。のちに次回作は、海上を走る船を舞台に殺人事件が起きるという内容の『水平線上の陰謀』であることが発表された。

## ストーリー
毛利小五郎は、舞台女優・牧樹里から怪盗キッドの予告状についての相談を受ける。キッドの狙いは「運命の宝石」というスターサファイアで、牧が出演する舞台『ジョゼフィーヌ』で盗み出すと推理した小五郎達は、劇場へ向かう。そこでコナンは工藤新一に変装したキッドと遭遇するが、逃走を許してしまう。
翌日、宝石を守った礼として小五郎たちは函館にある樹里の別荘で行われる打ち上げに招待され、『ジョゼフィーヌ』関係者と共に、羽田発函館行きのスカイジャパン航空865便（ボーイング747-400D）に搭乗する。ところが、チョコレートを食べた樹里が青酸中毒で死亡する事件が発生。真相を見抜いたコナンは、ハプニングに見舞われながらも妃英理を探偵役として事件を解決する。
全てが解決したと思われた矢先、生前の樹里に付着していた毒の影響で、彼女をコックピットに招き入れた機長と副操縦士が中毒状態となり、操縦不能になってしまう。その時、同行していた俳優の新庄功が操縦の代行を買って出て、助手としてコナンを指名する。新庄の正体は、変装して潜り込んでいた怪盗キッドだった。呉越同舟のコナンとキッドは865便を函館空港へ着陸させようと試みるが、数々の不運やアクシデント・事故が重なった末に空港の滑走路が閉鎖されてしまった上、機体が損傷した865便からは燃料漏れも起きており、着陸できないまま燃料切れのタイムリミットが近づいていた。さらに、キッドは片腕を強打して着陸の操作が不能になったと明かし、代役に毛利蘭を指名すると、そのまま機外へ脱出してしまう。
コナンが新一の声で励ましの電話をかける中、蘭は電話越しに自身の好意を伝えた。虚を突かれるコナンだが、蘭の発見からキッドが逃走した意図を知り、起死回生の一手を閃く。新一の指示と鈴木園子の協力を得た蘭は、無事に865便を着陸させることに成功し、乗員乗客の命を救った。

## 登場人物

### レギュラーキャラクター
江戸川 コナン（えどがわ コナン）
声 - 高山みなみ
本作の主人公。本来の姿は「東の高校生探偵」として名を馳せている工藤新一だが、黒ずくめの組織に飲まされた毒薬・APTX4869の副作用で小学生の姿になっている。
父・優作にハワイで飛行機の操縦を教わっており、本作では新庄功に変装したキッドと共に操縦を行う。
毛利 蘭（もうり らん）
声 - 山崎和佳奈
本作のヒロイン。新一の幼馴染で、都大会で優勝するほどの空手の達人。
終盤ではキッドに代わり飛行機を操縦する事態となる。不安に怯える中、電話をかけてきた新一に想いを告白する。
毛利 小五郎（もうり こごろう）
声 - 神谷明
「眠りの小五郎」の異名で有名な私立探偵。蘭の父親でコナンの保護者。元警視庁捜査一課強行犯係の刑事。
怪盗キッドの予告を受けた牧樹里に依頼され、舞台「ジョゼフィーヌ」の公演が行われる劇場「そら」へ向かう。
怪盗キッド（かいとうキッド）
声 - 山口勝平
本作のキーパーソン。神出鬼没な大怪盗。本名は黒羽 快斗（くろば かいと）。コナンのライバルで、その正体を新一と知る数少ない人物の一人。
本作ではスターサファイヤ「運命の宝石」を狙う。終盤では、コナンと共に操縦不能になった飛行機を着陸させるために奮闘することとなる。
工藤 新一（くどう しんいち）
声 - 山口勝平
コナンの本来の姿で高校生探偵。
新一としての登場は回想シーン、蘭との電話の会話、コナンの姿と重なるイメージシーンのみで、それ以外はキッドの変装である。
灰原 哀（はいばら あい）
声 - 林原めぐみ
元黒の組織の一員かつAPTX4869の開発者で、コナンの正体を新一と知る数少ない人物の一人。
燃料がなくなり墜落間近になった飛行機内で、着陸可能な場所を探す。
目暮 十三（めぐれ じゅうぞう）
声 - 茶風林
警視庁刑事部捜査一課強行犯捜査三係の警部。
白鳥警部、高木刑事と共に北海道に出張で訪れており、終盤で登場する。
阿笠 博士（あがさ ひろし）
声 - 緒方賢一
コナンの正体を新一と知る数少ない人物の一人で、発明家。
吉田 歩美（よしだ あゆみ）、小嶋 元太（こじま げんた）、円谷 光彦（つぶらや みつひこ）
声 - 岩居由希子（歩美）、高木渉（元太）、大谷育江（光彦）
少年探偵団の3人。
妃 英理（きさき えり）
声 - 高島雅羅
蘭の母親で小五郎の妻。「法曹界のクィーン」の異名で有名な敏腕弁護士。
函館行きの飛行機に乗るが、蘭の計らいで小五郎と隣の席になる。その後、小五郎を狙った時計型麻酔銃が誤って英理に当たってしまい、今回コナンはやむなく英理を探偵役として推理を行った。
鈴木 園子（すずき そのこ）
声 - 松井菜桜子
蘭の同級生で親友。鈴木財閥の令嬢で、蘭や新一とは幼馴染でもある。
終盤ではコナンに代わり、飛行機の操縦席に座ることになる。
中森 銀三（なかもり ぎんぞう）
声- 石塚運昇
警視庁捜査二課知能犯捜査係の警部。キッド確保に執念を燃やす。
白鳥 任三郎（しらとり にんざぶろう）
声 - 井上和彦
警視庁捜査一課のキャリア組警部。
目暮警部や高木刑事と共に北海道へ出張に訪れており、白鳥大橋を案内する。
高木 渉（たかぎ わたる）
声- 高木渉
警視庁捜査一課の刑事で巡査部長。
目暮警部や白鳥警部と共に北海道へ出張中。

### オリジナルキャラクター
牧 樹里（まき じゅり）〈37〉
声 - 戸田恵子
舞台女優。演劇「ジョゼフィーヌ」フランス皇后・ジョゼフィーヌ・ド・ボアルネ役。
怪盗キッドから予告状が届き、毛利探偵事務所を訪れる。
美人だが傲慢な性格で、俳優仲間やマネージャーには高圧的な態度で接する。一見愛想は良いが、他者を見下すような冷酷さを覗かせる。子供嫌いなようで、灰原や歩美が自身用の化粧道具に興味を示した際には不機嫌な表情をしていた。スキューバダイビングが趣味。
元客室乗務員で、スカイジャパン航空「865便」に乗務している機長達とは親密な関係にある。
新庄 功（しんじょう いさお）〈28〉
声 - 三木眞一郎
本作のキーパーソン。舞台俳優。演劇「ジョゼフィーヌ」軍人・イポリット・シャルル役。
若くハンサムな樹里の恋人。しかし彼女からは飽きられていた模様。
飛行機にいた新庄はキッドの変装。本物はサプライズのため、怪盗キッドの変装をして北海道の樹里の別荘で待機していた。しかし警察に本物のキッドだと勘違いされ、パトカーで追い回される羽目になった。
伴 亨（ばん とおる）〈45〉
声 - 柴田秀勝
舞台俳優。演出家。演劇「ジョゼフィーヌ」総裁・バラス・ド・ポール役。
サングラスをした強面の俳優だが、性格自体は紳士的。樹里を女優として見出した恩人だが、現在は逆に演出を仕切られ逆らうことができない。足腰が弱く、それが災いしてスカイジャパン航空「865便」の燃料切れ騒動の引き金を作ってしまう。
成沢 文二郎（なるさわ ぶんじろう）〈34〉
声 - 森功至
舞台俳優。演劇「ジョゼフィーヌ」フランス皇帝・ナポレオーニ・ボナパルト役。
樹里の元夫。数年前に協議離婚しているが、未練を残しており復縁を望んでいる。しかし、樹里には冷たくあしらわれて相手にされていなかった。小五郎の大ファンでもある。
田島 天子（たじま てんこ）〈36〉
声 - 島津冴子
舞台女優。演劇「ジョゼフィーヌ」侯爵夫人・テレジア・タリアン役。
伴の妻で樹里の友人だが、伴と樹里のトラブルが原因で、微妙な関係性にある。
矢口 真佐代（やぐち まさよ）〈32〉
声 - 久川綾
牧樹里のマネージャー。
要領が悪く気が利かないため、樹里からは気に入られていない。
酒井 なつき（さかい - ）〈26〉
声 - 氷上恭子
牧樹里の専属ヘアメイク。
ハリウッドから誘いを受けるほど、メイクに関する一流の技術の持ち主。よく気の利く性格から、樹里に付き人のような扱いをされており、矢口とは反対に彼女から気に入られている。だが、他の仕事をすることも許されなかったため、複雑な感情を抱いていた。

#### スカイジャパン航空
大越（おおこし）
声 - 井原啓介
スカイジャパン航空「865便」の機長。樹里が客室乗務員をしていた頃からの知り合い。
コックピットを訪れた樹里の手の甲にキスをした際、樹里に付着していた毒入りファンデーションに触れてしまい、中度の青酸中毒状態に陥ってしまう。
中屋（なかや）
声 - 中村大樹
スカイジャパン航空「865便」の副操縦士。同じく樹里の知り合いで、女優になってからも応援していた。
大越機長と同様に青酸中毒に陥り、意識不明になってしまう。
進藤 玲子（しんどう れいこ）
声 - 引田有美
スカイジャパン航空「865便」の客室乗務員。
小五郎の指示を受け、捜査協力をする。着陸時には、他の客室乗務員達と乗客に指示を与えていた。
三沢 千秋（みさわ ちあき）
声 - 伊倉一恵
スカイジャパン航空「865便」の客室乗務員。
乗客に飲み物やお菓子のサービスを提供しており、小五郎からビールを注文されていた。
由紀（ゆき）
声 - 百々麻子
スカイジャパン航空「865便」の客室乗務員。
緊急着陸の際は、不安がっている乗客へ着陸時の指示を出した。
石田（いしだ）
声 - 藤城裕士
「865便」に乗り合わせていた医師。機長と副操縦士の処置にあたる。

#### 函館空港
島岡（しまおか）
声 - 菅原正志
函館空港の管制コントロール室にいた機長。着陸のため新庄（キッド）に協力する。
上杉（うえすぎ）
声 - 金尾哲夫
函館空港の管制部長。島岡機長と協力して事態の収拾に努める。
村木（むらき）
声 - 細井治
函館空港の管制官。飛行機を無事に着陸させるために尽力する。
無線会話
声 - 水内清光、仮屋昌伸
函館空港の職員。コナンとキッドに天候などの情報を伝える。

#### 警察関係者
紺野（こんの）
声 - 松本保典
中森警部の部下。
怪盗キッドを捕まえるため、総動員で樹里の別荘に先回りしていた。
本来は、同一作者による漫画「まじっく快斗」のキャラクター。
西村（にしむら）
声 - なし
北海道警の警部。「上野発北斗星3号」で初登場。
本作では、飛行機の着陸後に犯人を迎えに現れている。
田村（たむら）
声 - なし
西村警部の部下。

#### 警備関係者
警備員A
声 - 巻島直樹
汐留ビュータワーの警備員。
警備員B（キッドの変装）の警棒型フラッシュライトで目くらましに遭う。
警備員B
声 - 神奈延年
汐留ビュータワーの警備員。正体は怪盗キッド。
工藤新一の次に変装した姿。警棒の長さが規定外であったため、コナンに見破られた。

## スタッフ
- 原作 - 青山剛昌
- 監督・絵コンテ - 山本泰一郎
- 脚本 - 古内一成
- 絵コンテ協力 - 奥脇雅晴、西森章
- 演出 - 山本泰一郎、佐藤千春、菊地康仁
- キャラクターデザイン・総作画監督 - 須藤昌朋
- デザインワークス・作画監督 - 山中純子
- メカデザイン・アクション・メカ作画監督 - 佐藤千春
- レイアウトチェッカー・作画監督補 - 清水義治、牟田清司、糸島雅彦
- 美術監督 - 渋谷幸弘
- 色彩設計 - 西香代子
- 色指定 - 長尾朱美、上村貴子
- 特殊効果 - 林好美
- 撮影監督 - 野村隆
- メインタイトルCGアニメーション - 西山仁
- 編集 - 岡田輝満
- デジタル光学録音 - 西尾昇
- 音響監督 - 井澤基
- 音響効果 - 横山正和
- 音響効果助手 - 横山亜紀
- 音楽 - 大野克夫
- ストーリーエディター - 飯岡順一
- 制作担当 - 石山桂一
- アシスタントプロデューサー - 斎藤朋之、北田修一
- アソシエイトプロデューサー - 浅井認
- アニメーションプロデューサー - 西村政行
- プロデューサー - 諏訪道彦、吉岡昌仁
- アニメーション制作 - 東京ムービー
- 製作 - 「名探偵コナン」製作委員会（小学館、読売テレビ放送、日本テレビ放送網、小学館プロダクション、東宝、トムス・エンタテインメント）
- エンディング撮影協力 - 室蘭海上保安部、北海道胆振支庁、室蘭市、北海道ロケーションサービス、大阪ロケーション・サービス協議会、関西国際空港ビルディング
- 取材協力 - 国土交通省東京航空局函館空港事務所、帝国劇場、汐留シティセンター、パークホテル東京
- 配給 - 東宝

## テレビ放送
| 回数 | 番組名(放送枠名) | 放送形態 | 放送日        | 放送時間（JST） | 放送分数 | 平均視聴率 | 備考 |
| ---- | ---------------- | -------- | ------------- | --------------- | -------- | ---------- | --- |
| 1    | 通常拡大枠       |          | 2005年3月28日 | 19:00-21:09     | 129分    |            | 「春休み映画スペシャル」と題し、初放送された。 『天国へのカウントダウン』以来、放送終了時刻が21時を回っている。 |

## 音楽

### 主題歌
愛内里菜「Dream×Dream」
作詞 - 愛内里菜 / 作曲 - 徳永暁人 / 編曲 - corin
劇場版『名探偵コナン』主題歌では初となる、イントロがない曲。
2004年5月7日、テレビ朝日『ミュージックステーション』にて初披露された。『名探偵コナン』の映画主題歌が同番組で披露されるのは初だった。

### 挿入歌
「ぼくがいる」
作詞 - 阿久悠 / 作曲・編曲 - 大野克夫 / 歌 - 高山みなみ

### サウンドトラック

#### 収録曲
1. ミッドナイト・ステップ
2. 怪盗キッド出現 (銀翼ヴァージョン)
3. 名探偵コナン メイン・テーマ (銀翼ヴァージョン)
4. 回想・10時間前......
5. 怪盗キッドの予告状 (銀翼ヴァージョン)
6. 謎の26文字
7. 汐留
8. 少年探偵団のテーマ (銀翼ヴァージョン)
9. 力んだ握手
10. 新一登場!?
11. キッドの誘惑
12. 汐留トワイライト
13. クイズ・ナポレオン (「フランス国歌」 アレンジ曲)
14. コナンと警備員
15. 追跡・非常階段
16. コナンVS怪盗キッド (銀翼ヴァージョン)
17. 別荘の人影
18. 蘭の思惑
19. フォネティックコード
20. スカイ・ジャパン865
21. 機上のサスペンス1
22. 機上のサスペンス2
23. 機上のサスペンス3
24. 小五郎の検証
25. コナンのモノローグ
26. 犯人はあなた
27. 告白
28. スカイ・ジャパン865便の危機
29. 揺れる機内
30. やるぞ!
31. コナンのテーマ (銀翼ヴァージョン) 1
32. 空港大爆破
33. 緊急事態発生!
34. どこだどこだ!!
35. 新たな事件
36. コナンのテーマ (銀翼ヴァージョン) 2
37. ぼくがいる (銀翼ヴァージョン) ~コナンのテーマ~
38. 歓喜の時
39. コナン 「ニャロ」
40. ぼくがいる (コナン・ヴァージョン) ~コナンのテーマ~ 【ボーナス・トラック】

## 映像ソフト
- DVD - 2004年12月15日発売[9]
- VHS - 2005年4月6日発売[10]
- BD - 2011年1月28日発売[11]（廉価版・2018年12月7日発売[12]。）

本作は劇場版名探偵コナンシリーズとしては最後のVHSビデオ版発売作品となった。

## 関連本